# Trgovište (miasto Kraljevo)
Trgovište (cyr. Трговиште) – wieś w Serbii, w okręgu raskim, w mieście Kraljevo. W 2011 roku liczyła 21 mieszkańców.